# Mi camino es amarte
Mi camino es amarte meksička je telenovela koju je producirao Nicandro Díaz González za Televisu, a temelji se na čileanskoj telenoveli El camionero iz 2016. godine. Glavne uloge tumače Susana González, Gabriel Soto, Mark Tacher i Ximena Herrera. Emitirao se na Las Estrellas od 7. studenog 2022. do 12. ožujka 2023.

## Uloge
- Susana González – Daniela Gallardo[5]
- Gabriel Soto – Guillermo "Memo" Santos Pérez[6]
- Mark Tacher – Fausto Beltrán
- Ximena Herrera – Karen Zambrano
- Sara Corrales – Úrsula Hernández
- Mónika Sánchez – Amparo Santos Pérez
- Sergio Reynoso – Humberto Santos
- Leonardo Daniel – Eugenio Zambrano
- Fabián Robles – Aarón Peláez
- Alfredo Gatica – César Ramírez
- Camille Mina – Isabella Beltrán Gallardo
- André Sebastián González – José María "Chema" Hernández Santos
- Ara Saldívar – Jesusa "Chuchita" Galván
- Julián Figueroa – Leonardo Santos Pérez
- María Prado – Nélida
- Araceli Adame – Berenice García
- Karla Esquivel – Gabriela "Gaby" Hernández
- Rodrigo Brand – Juan Pablo "Juanpa" Gallardo
- Diana Haro – Guadalupe "Lupita" Hernández
- Carlos Said – Sebastián Zambrano
- Alberto Estrella – Macario Hernández

## Vanjske poveznice
- Službena stranica